# 泉北郡

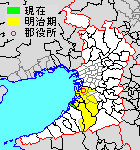
大阪府泉北郡の範囲（緑：忠岡町）

泉北郡（せんぼくぐん）は、大阪府にある郡。日本の郡で最も面積が小さい。
人口15,871人、面積3.97km²、人口密度3,998人/km²。（2025年4月1日、推計人口）
以下の1町を含む。
- 忠岡町（ただおかちょう）

## 郡域
1896年（明治29年）に発足した当時の郡域は、上記1町のほか、現在の行政区画では概ね以下の区域に相当する。
- 堺市
  - 堺区（並松町、北半町東、北半町西、北旅籠町東、北旅籠町西、桜之町東、桜之町西、綾之町東、綾之町西、錦之町東、錦之町西、柳之町東、柳之町西、九間町東、九間町西、神明町東、神明町西、宿屋町東、宿屋町西、材木町東、材木町西、車之町東、車之町西、櫛屋町東、櫛屋町西、戎之町東、戎之町西、熊野町東、熊野町西、市之町東、市之町西、甲斐町東、甲斐町西、大町東、大町西、宿院町東、宿院町西、中之町東、中之町西、寺地町東、寺地町西、少林寺町東、少林寺町西、新在家町東、新在家町西、南旅籠町東、南旅籠町西、南半町東、南半町西、北波止町、戎島町、栄橋町、竜神橋町、住吉橋町、大浜北町、大浜中町、大浜南町、七道東町、七道西町を除く）
  - 中区
  - 西区
  - 南区
  - 北区（北長尾町、中長尾町、南長尾町、東三国ヶ丘町、黒土町、長曽根町、金岡町、新金岡町、蔵前町、南花田町、中村町、野遠町、八下北を除く）
- 高石市
- 和泉市
- 泉大津市
- 岸和田市（内畑町、大沢町）

## 歴史

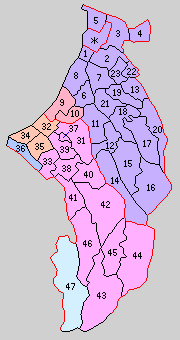
1.湊村 2.舳松村 3.向井村 4.五箇荘村 5.三宝村 6.鳳村 7.神石村・踞尾村 8.浜寺村 9.高石村 10.取石村 11.鶴田村 12.北上神村 13.東百舌鳥村 14.美木多村 15・16.上神谷村 17.西陶器村 18.久世村 19.深井村 20.東陶器村 21.八田荘村 22.中百舌鳥村 23.西百舌鳥村 31.信太村 32.上条村 33.国府村 34.大津村 35.穴師村 36.忠岡村 37.南王子村 38.郷荘村 39.伯太村 40.北池田村 41.北松尾村 42.南池田村 43.南横山村 44.東横山村 45.西横山村 46.南松尾村 47.山滝村 （紫：堺市 赤：高石市 桃：和泉市 橙：泉大津市 水色：岸和田市 青：合併なし。＊は発足時の堺市）

- 1896年（明治29年）4月1日 - 郡制の施行により、大鳥郡・和泉郡の区域をもって設置。郡役所を鳳村に設置。（40村）
  - 旧・大鳥郡 - 湊村、舳松村、向井村、五箇荘村、三宝村、鳳村、神石村、踞尾村、浜寺村、高石村、取石村、鶴田村、北上神村、東百舌鳥村、美木多村、上神谷村、西陶器村、久世村、深井村、東陶器村、八田荘村、中百舌鳥村、西百舌鳥村
  - 旧・和泉郡 - 信太村、上条村、国府村、大津村、穴師村、忠岡村、南王子村、郷荘村、伯太村、北池田村、北松尾村、南池田村、南横山村、東横山村、西横山村、南松尾村、山滝村
- 1903年（明治36年）5月1日 - 東横山村・西横山村が合併して横山村が発足。（39村）
- 1913年（大正2年）11月1日 - 向井村が町制施行して向井町となる。（1町38村）
- 1914年（大正3年）4月1日 - 浜寺村が町制施行して浜寺町となる。（2町37村）
- 1915年（大正4年）
  - 1月1日 - 高石村が町制施行して高石町となる。（3町36村）
  - 4月1日 - 大津村が町制施行して大津町となる。（4町35村）
  - 10月1日 - 湊村が町制施行して湊町となる。（5町34村）
- 1919年（大正8年）4月1日 - 西百舌鳥村・中百舌鳥村が合併して百舌鳥村となる。（5町33村）
- 1920年（大正9年）
  - 4月1日 - 湊町・向井町が堺市に編入。 （3町33村）
  - 6月1日 - 鳳村が町制施行して鳳町となる。（4町32村）
- 1923年（大正12年）3月31日 - 郡会が廃止。郡役所は存続。
- 1925年（大正14年）10月1日 - 舳松村が堺市に編入。（4町31村）
- 1926年（大正15年）
  - 6月30日 - 郡役所が廃止。以降は地域区分名称となる。
  - 10月1日 - 三宝村が堺市に編入。（4町30村）
- 1931年（昭和6年）8月20日 - 上条村・大津町・穴師村が合併し、改めて大津町が発足。（4町28村）
- 1933年（昭和8年）4月1日 - 国府村・伯太村・郷荘村が合併して和泉町が発足。（5町25村）
- 1935年（昭和10年）2月11日 - 鶴田村・北上神村が合併して福泉町が発足。（6町23村）
- 1935年（昭和10年）時点での当郡の面積は203.98平方km、人口は166,995人（男81,624人・女85,371人）[1]。
- 1938年（昭和13年）
  - 2月11日 - 神石村が堺市に編入。（6町22村）
  - 9月1日 - 五箇荘村・百舌鳥村が堺市に編入。（6町20村）
- 1939年（昭和14年）10月1日 - 忠岡村が町制施行して忠岡町となる。（7町19村）
- 1942年（昭和17年）
  - 4月1日 - 大津町が市制施行・改称して泉大津市となり、郡より離脱。（6町19村）
  - 7月1日 - 鳳町・踞尾村・浜寺町・東百舌鳥村・深井村・八田荘村が堺市に編入。（4町15村）
- 1943年（昭和18年）10月7日 - 南王子村が町制施行・改称して八坂町となる。（5町14村）
- 1948年（昭和23年）4月1日 - 山滝村が岸和田市に編入。（5町13村）
- 1953年（昭和28年）4月1日 - 取石村が高石町に編入。（5町12村）
- 1955年（昭和30年）4月1日 - 久世村・東陶器村・西陶器村・上神谷村が合併して泉ヶ丘町が発足。（6町8村）
- 1956年（昭和31年）9月1日 -  和泉町・北池田村・南池田村・北松尾村・南松尾村・横山村・南横山村が合併して和泉市が発足し、郡より離脱。（5町2村）
- 1956年（昭和31年）9月30日 - 美木多村が福泉町に編入。（5町1村）
- 1959年（昭和34年）5月3日 - 泉ヶ丘町が堺市に編入。（4町1村）
- 1960年（昭和35年）8月1日 - 信太村・八坂町が和泉市に編入。（3町）
- 1961年（昭和36年）3月1日 - 福泉町が堺市に編入。（2町）
- 1966年（昭和41年）11月1日 - 高石町が市制施行して高石市となり、郡より離脱。（1町）

### 変遷表
| 旧郡   | 明治22年4月1日 | 明治22年 - 明治45年         | 大正1年 - 昭和19年          | 大正1年 - 昭和19年         | 昭和20年 - 昭和29年           | 昭和30年 - 昭和63年          | 昭和30年 - 昭和63年         | 平成1年 - 現在          | 現在     |
| ------ | -------------- | --------------------------- | --------------------------- | -------------------------- | ----------------------------- | ---------------------------- | --------------------------- | ----------------------- | -------- |
| 大鳥郡 | 向井村         | 向井村                      | 大正2年11月1日 向井町       | 大正9年4月1日 堺市に編入   | 堺市                          | 堺市                         | 堺市                        | 平成18年4月1日 堺市堺区 | 堺市     |
| 大鳥郡 | 湊村           | 湊村                        | 大正4年10月1日 湊町         | 大正9年4月1日 堺市に編入   | 堺市                          | 堺市                         | 堺市                        | 平成18年4月1日 堺市堺区 | 堺市     |
| 大鳥郡 | 舳松村         | 舳松村                      | 大正14年10月1日 堺市に編入  | 大正14年10月1日 堺市に編入 | 堺市                          | 堺市                         | 堺市                        | 平成18年4月1日 堺市堺区 | 堺市     |
| 大鳥郡 | 三宝村         | 三宝村                      | 大正15年10月1日 堺市に編入  | 大正15年10月1日 堺市に編入 | 堺市                          | 堺市                         | 堺市                        | 平成18年4月1日 堺市堺区 | 堺市     |
| 大鳥郡 | 神石村         | 神石村                      | 昭和13年2月11日 堺市に編入  | 昭和13年2月11日 堺市に編入 | 堺市                          | 堺市                         | 堺市                        | 平成18年4月1日 堺市堺区 | 堺市     |
| 大鳥郡 | 神石村         | 明治24年2月25日 分立 踞尾村 | 踞尾村                      | 昭和17年7月1日 堺市に編入  | 堺市                          | 堺市                         | 堺市                        | 平成18年4月1日 堺市西区 | 堺市     |
| 大鳥郡 | 浜寺村         | 浜寺村                      | 大正3年4月1日 浜寺町        | 昭和17年7月1日 堺市に編入  | 堺市                          | 堺市                         | 堺市                        | 平成18年4月1日 堺市西区 | 堺市     |
| 大鳥郡 | 鳳村           | 鳳村                        | 大正9年6月1日 鳳町          | 昭和17年7月1日 堺市に編入  | 堺市                          | 堺市                         | 堺市                        | 平成18年4月1日 堺市西区 | 堺市     |
| 大鳥郡 | 八田荘村       | 八田荘村                    | 昭和17年7月1日 堺市に編入   | 昭和17年7月1日 堺市に編入  | 堺市                          | 堺市                         | 堺市                        | 平成18年4月1日 堺市西区 | 堺市     |
| 大鳥郡 | 八田荘村       | 八田荘村                    | 昭和17年7月1日 堺市に編入   | 昭和17年7月1日 堺市に編入  | 堺市                          | 堺市                         | 堺市                        | 平成18年4月1日 堺市中区 | 堺市     |
| 大鳥郡 | 東百舌鳥村     | 東百舌鳥村                  | 昭和17年7月1日 堺市に編入   | 昭和17年7月1日 堺市に編入  | 堺市                          | 堺市                         | 堺市                        | 平成18年4月1日 堺市中区 | 堺市     |
| 大鳥郡 | 深井村         | 深井村                      | 昭和17年7月1日 堺市に編入   | 昭和17年7月1日 堺市に編入  | 堺市                          | 堺市                         | 堺市                        | 平成18年4月1日 堺市中区 | 堺市     |
| 大鳥郡 | 久世村         | 久世村                      | 久世村                      | 久世村                     | 久世村                        | 昭和30年4月1日 泉ヶ丘町      | 昭和34年5月3日 堺市に編入   | 平成18年4月1日 堺市中区 | 堺市     |
| 大鳥郡 | 東陶器村       | 東陶器村                    | 東陶器村                    | 東陶器村                   | 東陶器村                      | 昭和30年4月1日 泉ヶ丘町      | 昭和34年5月3日 堺市に編入   | 平成18年4月1日 堺市中区 | 堺市     |
| 大鳥郡 | 西陶器村       | 西陶器村                    | 西陶器村                    | 西陶器村                   | 西陶器村                      | 昭和30年4月1日 泉ヶ丘町      | 昭和34年5月3日 堺市に編入   | 平成18年4月1日 堺市南区 | 堺市     |
| 大鳥郡 | 中上神村       | 明治27年11月10日 上神谷村   | 上神谷村                    | 上神谷村                   | 上神谷村                      | 昭和30年4月1日 泉ヶ丘町      | 昭和34年5月3日 堺市に編入   | 平成18年4月1日 堺市南区 | 堺市     |
| 大鳥郡 | 南上神村       | 明治27年11月10日 上神谷村   | 上神谷村                    | 上神谷村                   | 上神谷村                      | 昭和30年4月1日 泉ヶ丘町      | 昭和34年5月3日 堺市に編入   | 平成18年4月1日 堺市南区 | 堺市     |
| 大鳥郡 | 鶴田村         | 鶴田村                      | 昭和10年2月11日 福泉町      | 昭和10年2月11日 福泉町     | 福泉町                        | 福泉町                       | 昭和36年3月1日 堺市に編入   | 平成18年4月1日 堺市南区 | 堺市     |
| 大鳥郡 | 北上神村       | 北上神村                    | 昭和10年2月11日 福泉町      | 昭和10年2月11日 福泉町     | 福泉町                        | 福泉町                       | 昭和36年3月1日 堺市に編入   | 平成18年4月1日 堺市南区 | 堺市     |
| 大鳥郡 | 美木多村       | 美木多村                    | 美木多村                    | 美木多村                   | 美木多村                      | 昭和31年9月30日 福泉町に編入 | 昭和36年3月1日 堺市に編入   | 平成18年4月1日 堺市南区 | 堺市     |
| 大鳥郡 | 五箇荘村       | 五箇荘村                    | 五箇荘村                    | 昭和13年9月1日 堺市に編入  | 堺市                          | 堺市                         | 堺市                        | 平成18年4月1日 堺市北区 | 堺市     |
| 大鳥郡 | 西百舌鳥村     | 西百舌鳥村                  | 大正8年4月1日 百舌鳥村      | 昭和13年9月1日 堺市に編入  | 堺市                          | 堺市                         | 堺市                        | 平成18年4月1日 堺市北区 | 堺市     |
| 大鳥郡 | 中百舌鳥村     | 中百舌鳥村                  | 大正8年4月1日 百舌鳥村      | 昭和13年9月1日 堺市に編入  | 堺市                          | 堺市                         | 堺市                        | 平成18年4月1日 堺市北区 | 堺市     |
| 大鳥郡 | 高石村         | 高石村                      | 大正4年1月1日 高石町        | 大正4年1月1日 高石町       | 高石町                        | 昭和41年11月1日 高石市       | 昭和41年11月1日 高石市      | 高石市                  | 高石市   |
| 大鳥郡 | 取石村         | 取石村                      | 取石村                      | 取石村                     | 昭和28年4月1日 高石町に編入   | 昭和41年11月1日 高石市       | 昭和41年11月1日 高石市      | 高石市                  | 高石市   |
| 和泉郡 | 大津村         | 大津村                      | 大正4年4月1日 大津町        | 昭和17年4月1日 泉大津市    | 泉大津市                      | 泉大津市                     | 泉大津市                    | 泉大津市                | 泉大津市 |
| 和泉郡 | 上条村         | 上条村                      | 昭和6年8月20日 大津町に編入 | 昭和17年4月1日 泉大津市    | 泉大津市                      | 泉大津市                     | 泉大津市                    | 泉大津市                | 泉大津市 |
| 和泉郡 | 穴師村         | 穴師村                      | 昭和6年8月20日 大津町に編入 | 昭和17年4月1日 泉大津市    | 泉大津市                      | 泉大津市                     | 泉大津市                    | 泉大津市                | 泉大津市 |
| 和泉郡 | 忠岡村         | 忠岡村                      | 昭和14年10月1日 忠岡町      | 昭和14年10月1日 忠岡町     | 忠岡町                        | 忠岡町                       | 忠岡町                      | 忠岡町                  | 忠岡町   |
| 和泉郡 | 伯太村         | 伯太村                      | 昭和8年4月1日 和泉町        | 昭和8年4月1日 和泉町       | 和泉町                        | 昭和31年9月1日 和泉市        | 昭和31年9月1日 和泉市       | 和泉市                  | 和泉市   |
| 和泉郡 | 国府村         | 国府村                      | 昭和8年4月1日 和泉町        | 昭和8年4月1日 和泉町       | 和泉町                        | 昭和31年9月1日 和泉市        | 昭和31年9月1日 和泉市       | 和泉市                  | 和泉市   |
| 和泉郡 | 郷荘村         | 郷荘村                      | 昭和8年4月1日 和泉町        | 昭和8年4月1日 和泉町       | 和泉町                        | 昭和31年9月1日 和泉市        | 昭和31年9月1日 和泉市       | 和泉市                  | 和泉市   |
| 和泉郡 | 北池田村       | 北池田村                    | 北池田村                    | 北池田村                   | 北池田村                      | 昭和31年9月1日 和泉市        | 昭和31年9月1日 和泉市       | 和泉市                  | 和泉市   |
| 和泉郡 | 南池田村       | 南池田村                    | 南池田村                    | 南池田村                   | 南池田村                      | 昭和31年9月1日 和泉市        | 昭和31年9月1日 和泉市       | 和泉市                  | 和泉市   |
| 和泉郡 | 東横山村       | 明治36年5月1日 横山村       | 横山村                      | 横山村                     | 横山村                        | 昭和31年9月1日 和泉市        | 昭和31年9月1日 和泉市       | 和泉市                  | 和泉市   |
| 和泉郡 | 西横山村       | 明治36年5月1日 横山村       | 横山村                      | 横山村                     | 横山村                        | 昭和31年9月1日 和泉市        | 昭和31年9月1日 和泉市       | 和泉市                  | 和泉市   |
| 和泉郡 | 南横山村       | 南横山村                    | 南横山村                    | 南横山村                   | 南横山村                      | 昭和31年9月1日 和泉市        | 昭和31年9月1日 和泉市       | 和泉市                  | 和泉市   |
| 和泉郡 | 北松尾村       | 北松尾村                    | 北松尾村                    | 北松尾村                   | 北松尾村                      | 昭和31年9月1日 和泉市        | 昭和31年9月1日 和泉市       | 和泉市                  | 和泉市   |
| 和泉郡 | 南松尾村       | 南松尾村                    | 南松尾村                    | 南松尾村                   | 南松尾村                      | 昭和31年9月1日 和泉市        | 昭和31年9月1日 和泉市       | 和泉市                  | 和泉市   |
| 和泉郡 | 信太村         | 信太村                      | 信太村                      | 信太村                     | 信太村                        | 昭和35年8月1日 和泉市に編入  | 昭和35年8月1日 和泉市に編入 | 和泉市                  | 和泉市   |
| 和泉郡 | 南王子村       | 南王子村                    | 昭和18年10月7日 八坂町      | 昭和18年10月7日 八坂町     | 八坂町                        | 昭和35年8月1日 和泉市に編入  | 昭和35年8月1日 和泉市に編入 | 和泉市                  | 和泉市   |
| 和泉郡 | 山滝村         | 山滝村                      | 山滝村                      | 山滝村                     | 昭和23年4月1日 岸和田市に編入 | 岸和田市                     | 岸和田市                    | 岸和田市                | 岸和田市 |

## 行政
歴代郡長
| 代 | 氏名       | 就任年月日                 | 退任年月日                 | 備考                   |
| -- | ---------- | -------------------------- | -------------------------- | ---------------------- |
| 1  | 川越重徳   | 明治29年（1896年）4月1日   | 明治29年（1896年）4月21日  |                        |
| 2  | 小河忠夫   | 明治29年（1896年）4月27日  | 明治35年（1902年）10月17日 | 死亡                   |
| 3  | 本多常行   | 明治35年（1902年）11月10日 | 大正2年（1913年）5月27日   |                        |
| 4  | 木村亶     | 大正2年（1913年）5月27日   | 大正7年（1918年）11月22日  |                        |
| 5  | 清水篤太郎 | 大正7年（1918年）11月22日  |                            |                        |
|    |            |                            | 大正15年（1926年）6月30日  | 郡役所廃止のため、廃官 |